# Refugi del Pla de l'Estany
De Refugi del Pla de l'Estany, ook Refugi de Joan Canut, is een onbemande berghut in de Andorrese parochie La Massana. De hut ligt ten noordwesten van het dorp Arinsal op een hoogte van 2050 meter en is eigendom van de overheid. 
De Refugi del Pla de l'Estany is genoemd naar de Pla de l'Estany, een kleine vlakke zone met een meertje iets zuidelijker.

## Omgeving
De berghut ligt langs het GR11-pad dat de dorpskern van Arinsal met de Spaanse grens verbindt. Een paar tientallen meters hoger splitst zich de Camí de Montmantell noordoostwaarts van het GR-pad af. Deze wandelroute volgt de Riu de Montmantell tot aan de meertjes Estanys de Montmantell en de Port d'Arinsal (2734 m) op de Franse grens. 

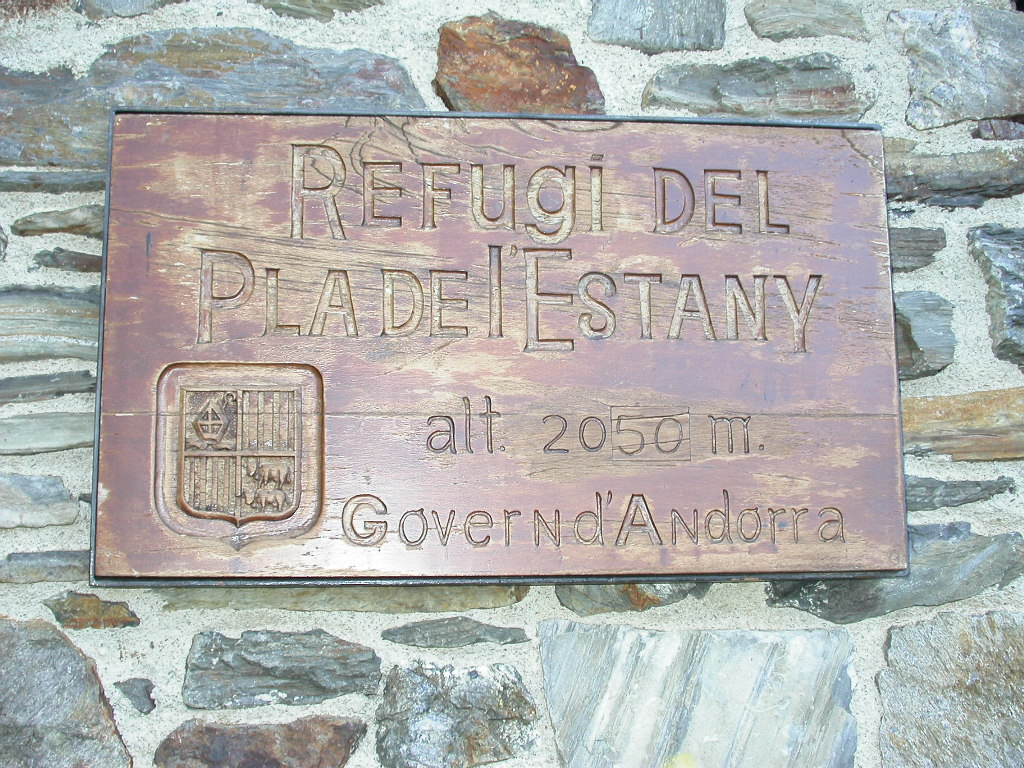
Plaat aan de buitenmuur

Refugi de Comapedrosa · Refugi de les Fonts · Refugi del Pla de l'Estany · Refugi dels Cortals de Sispony · Refugi d'Estanys Forcats